# Castello di Partistagno
Il castello di Partistagno è un edificio difensivo e residenza signorile di epoca feudale, che si trova nel comune di Attimis, in provincia di Udine.

## Storia
Costruito intorno all'anno 1000, fu in principio proprietà dei conti di Attems e, in seguito, dei signori di Faedis; dal 1273 fu nelle mani dei nobili Cucagna di Partistagno, venendo infine acquistato, nel XVII secolo, dai Fullini di Polcenigo. Il castello di Partistagno viene citato nel romanzo di Ippolito Nievo "Le Confessioni d'un Italiano".
A partire dal XVI secolo il luogo venne abbandonato ed iniziò una lenta rovina. Ad oggi, dopo una pesante ristrutturazione in seguito al terremoto del Friuli del 1976, sopravvive il nucleo originario sommitale, costituito dal mastio, dalla cappella nobiliare, dalla cisterna e dal corpo di fabbrica occidentale.
Fra le strutture della cerchia inferiore si segnala il trecentesco palazzo, la cui precisa data di costruzione è incerta, munito di eleganti bifore e sviluppato su tre piani.

### Palatiuminferiore

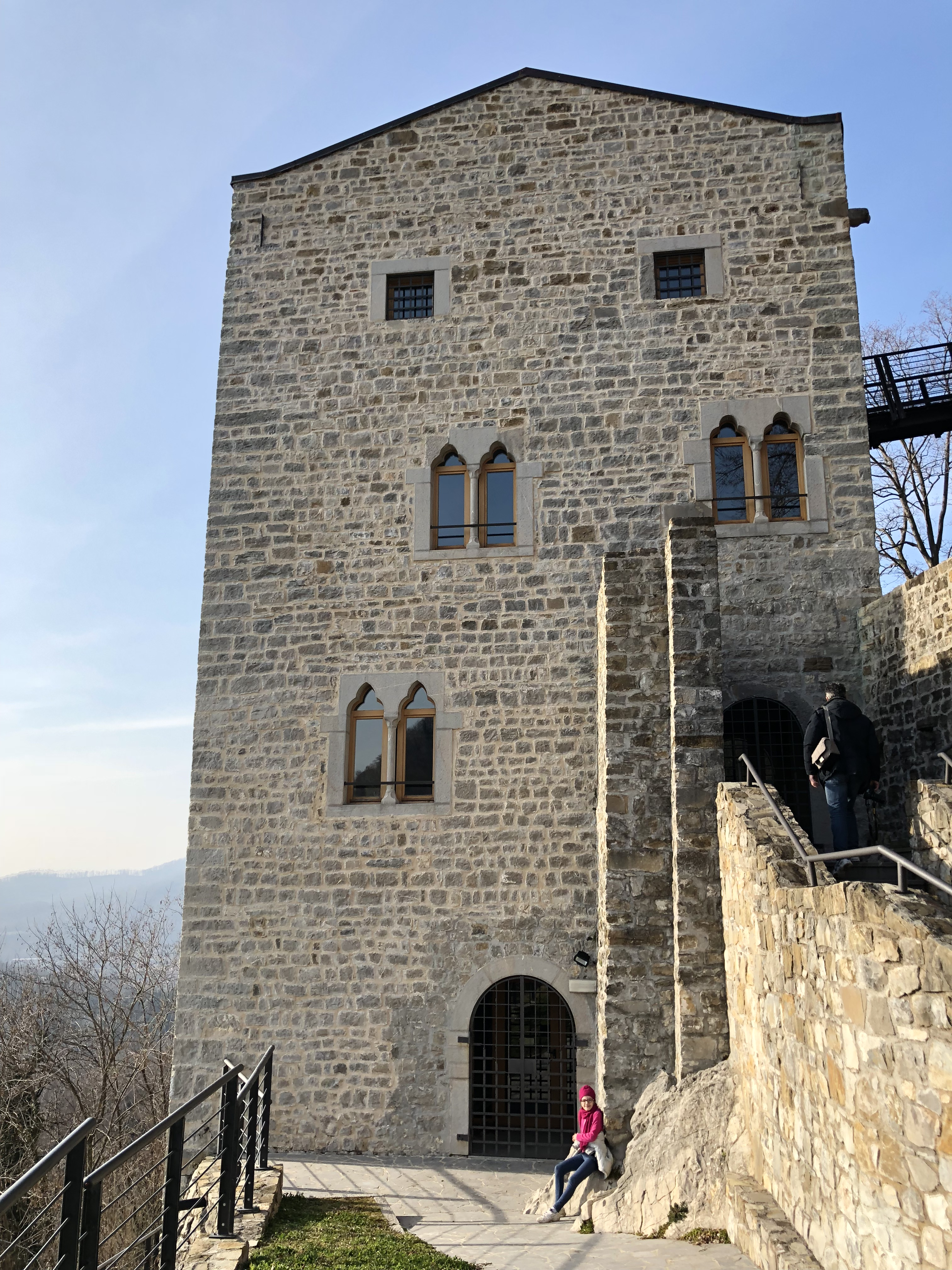
Palatium inferiore

Insieme ad altri ambienti di servizio, l'elegante Palatium si trova ad una quota più bassa rispetto al nucleo sommitale più antico. Esso assunse l'attuale conformazione agli inizi del XIV secolo. L'edificio misura esternamente circa 41 m x 11 m ed è costituito da quattro piani: seminterrato, piano nobile con due latrine aggettanti, piano residenziale con delle nicchie-lavabo e soffitta.
Probabilmente in origine doveva essere completamente intonacato sia all'esterno che all'interno, mentre la pavimentazione era in cocciopesto su tavolato ligneo. Successivamente l'interno venne tripartito con dei setti murari e vennero rifatti i solai.
L'edificio subì un primo intervento di restauro agli inizi degli anni '80 del secolo passato, con l'eliminazione dei tre setti interni e la ricostruzione di alcune bifore e del tetto. Il più recente restauro ha dato all'edificio una nuova destinazione d'uso.

### Chiesa di Sant'Osvaldo

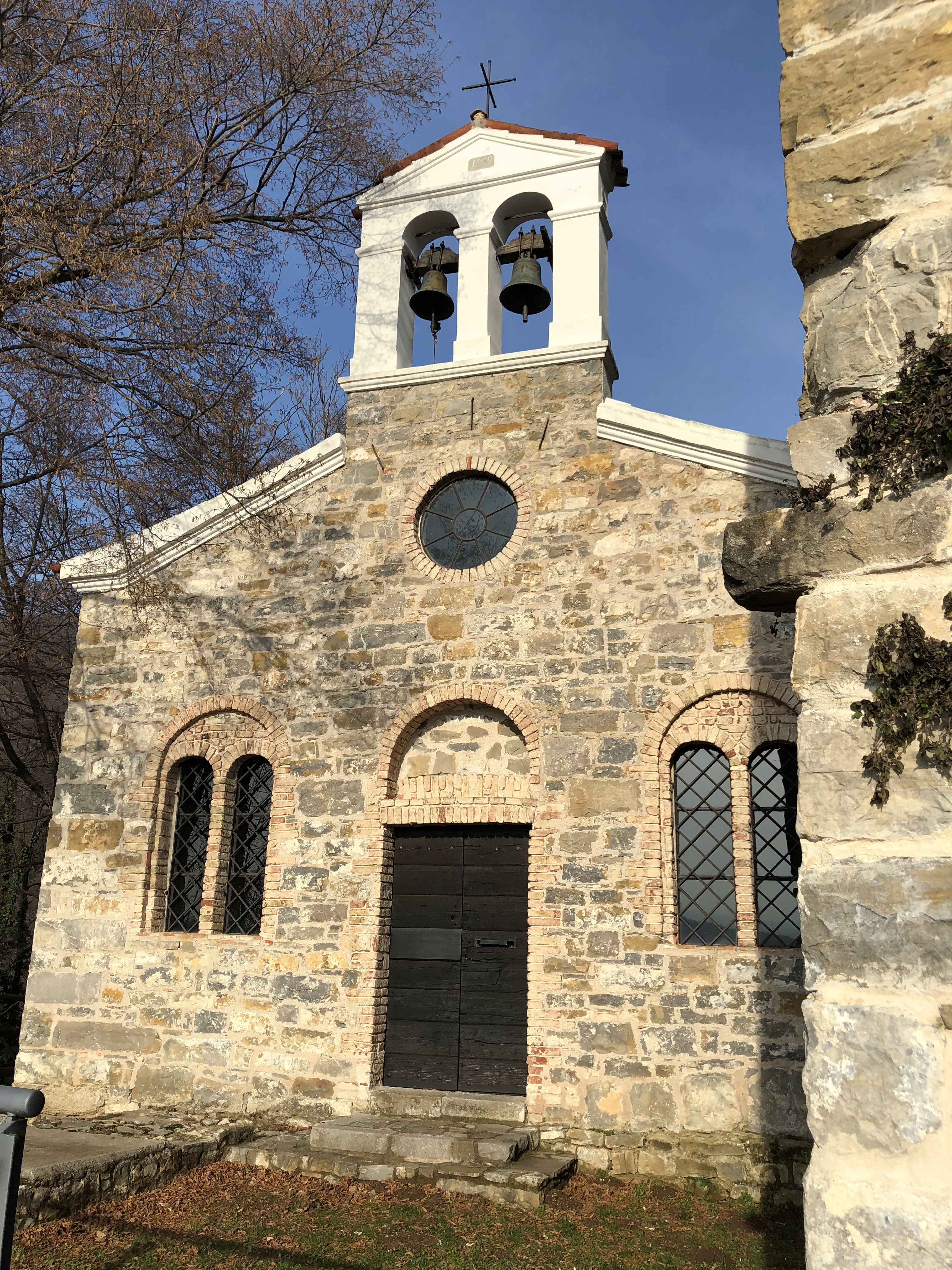
Chiesa di Sant'Osvaldo

Accanto al Mastio è posta la chiesetta di Sant'Osvaldo, che svolgeva la funzione di cappella gentilizia del castello, in particolare la zona absidale corrisponde all’originaria cappella nobiliare duecentesca. Questa, a sua volta, sostituì un più antico luogo di culto, come si è appurato con saggi del terreno, effettuati a sud, dove è emerso un tratto di abside a forma planimetrica di forma ogivale, come i luoghi di culto protoromanici dell'XI secolo.
Nel nuovo assetto fornito al castello nel XIII secolo, la cappella è ricostruita; verso la fine del secolo è decorata con una prima fase di affreschi, tra cui san Cristoforo e altre figure, mentre, alla fine del Trecento, l’abside è decorata con il ciclo del Cristo Pantocràtor e i Dodici Apostoli, opera di un artista locale appartenente alla seconda generazione vitalesca. La Crocifissione, affrescata nel timpano, è datata ai primi del XV secolo, quando furono rifatti i perimetrali nord e sud della chiesa.
Nel corso del Cinquecento l’edificio fu ampliato e assunse la forma attuale.

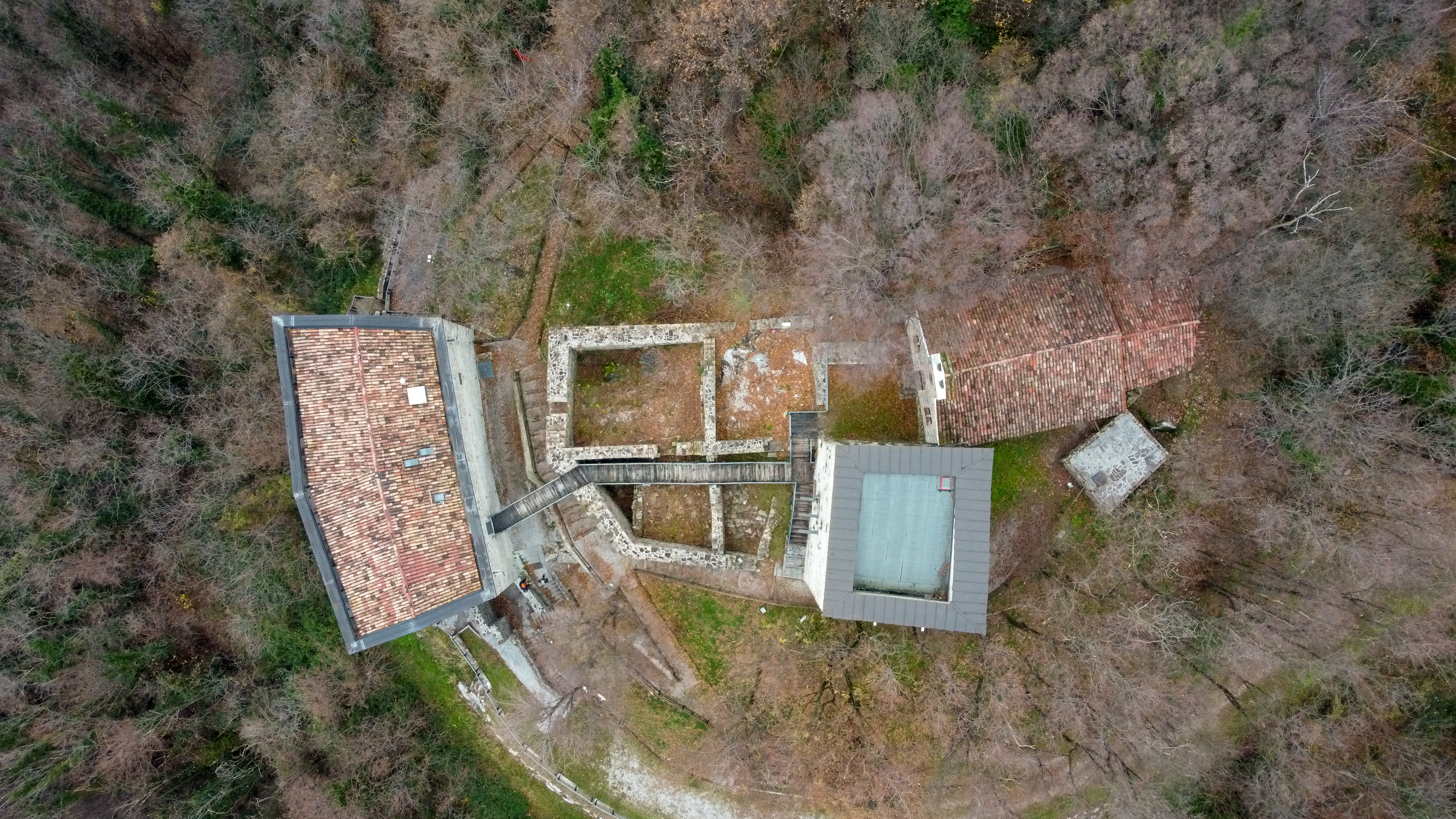
Vista aerea del Castello di Partistagno